# Dead (Are the) Flowers / The Prodigal Son
A Dead (Are the) Flowers   / The Prodigal Son az Omega angol nyelvű kislemeze 1970-ből. A dalok közül előbbi kislemezen és a Trombitás Frédi és a rettenetes emberek albumon, utóbbi a 10000 lépés albumon hallható magyarul.

## Megjelenések
- 1970 SP
- 1994 Best of – Their Greatest Hits from the Sixties in English CD

## Dalok
A: Dead (Are the) Flowers   (Halott virágok) (Presser Gábor – Adamis Anna)
B: The Prodigal Son (Tékozló fiúk) (Presser Gábor – Adamis Anna)

## Az együttes tagjai
- Benkő László – zongora, vokál
- Kóbor János – ének, ritmusgitár
- Laux József – dob, ütőhangszerek
- Mihály Tamás – basszusgitár, vokál
- Molnár György – gitár
- Presser Gábor – orgona, vokál